# Kathedrale Koorschool Utrecht
De Kathedrale Koorschool Utrecht is een basisschool in Utrecht waar de leerlingen tijdens lestijd muziek- en kooronderricht krijgen. De leerlingen worden opgeleid om te zingen in het Kathedrale Koor Utrecht. De school is sinds de oprichting in 1959 gevestigd in een zeventiende-eeuws pand aan de Plompetorengracht in de Utrechtse binnenstad. Samen met de Koorschool Sint-Bavo te Haarlem, is de school de enige basisschool in Nederland zonder onderbouwgroepen; kinderen starten in groep 5.

## Geschiedenis
De Kathedrale Koorschool Utrecht werd in 1959 opgericht als een lagere school voor de jongens die zongen bij het Kathedrale Koor Utrecht. De initiatiefnemer, pater en dirigent van het Kathedrale Koor Huub Voncken, wilde met deze school de muzikale scholing van zijn koorleden verhogen. In de aanvangsjaren telde de school tussen de 30 en 40 leerlingen -allen jongens. Vanaf 1968 liet de school ook meisjes toe. De school koos ervoor om de kinderen pas toe te laten vanaf klas 3 (groep 5), omdat bij kinderen die jonger zijn dan acht jaar het moeilijk is om een reële inschatting te maken van hun muzikale kwaliteiten. De leerlingen werden en worden nog steeds toegelaten na een auditie.
Voor de twee koorscholen in Nederland is wettelijk een uitzonderingspositie gecreëerd omdat de jongste klassen (kleutergroepen en klas 1 en 2, (groep 1 tot en met 4) ontbreken). Dit is geregeld per Koninklijk Besluit in 1958 en nog eens bevestigd bij de invoering van de Wet op het Basisonderwijs in 1985 en de Wet op het Primair Onderwijs (1998). De wetgever verplichtte beide scholen te groeien naar een omvang van ten minste 65 leerlingen.
De school valt onder de Stichting Nederlands Instituut voor Katholieke Kerkmuziek, een organisatie die zich inzet voor de uitvoeringspraktijk van katholieke kerkmuziek.

### Relatie Kathedrale Koor Utrecht
De kinderen van de Koorschool zingen regelmatig mee in de mis van de Utrechtse Salvatorparochie die gehouden wordt in de St. Catharinakerk, tevens kathedraal van het aartsbisdom Utrecht. De leerlingen van de oudste twee klassen, groepen 7 en 8, zijn aspirant-lid van het Kathedrale Koor Utrecht. Dit koor bestaat verder voor het overgrote deel uit oud-leerlingen ('senioren') van de Koorschool.

### Muzikale optredens
De kinderen van groep 7 en 8 geven regelmatig uitvoeringen, met het Kathedrale Koor Utrecht in binnen- en buitenland. Met het Kathedrale Koor zingen ze voornamelijk kerk- en klassieke muziek. De kinderen nemen ook regelmatig deel aan uitvoeringen van de Matteüspassie  Daarnaast zingen de kinderen ook op wereldlijke podia -vaak op uitnodiging. Zo zingt de koorschool ook herhaaldelijk in het Utrechtse Muziekcentrum Vredenburg en heeft de school ook meegewerkt aan producties van de Nationale Opera.

### Bekende oud-leerlingen
- Colin Benders, Kyteman
- Daria van den Bercken
- Beitske de Jong presentator radio 4
- Kenza Koutchoukali
- Pepijn Lanen, De jeugd van tegenwoordig
- Sanne Nieuwenhuijsen, van 2013 tot 2022 dirigent van het Kathedrale Koor te Haarlem
- Svenja Staats
- Signe Tollefsen